# Diecezja Wuchang
Diecezja Wuchang (łac. Dioecesis Uciamensis, chiń. 天主教武昌教区) – rzymskokatolicka diecezja ze stolicą w Wuchangu, dzielnicy miasta Wuhan, w prowincji Hubei, w Chińskiej Republice Ludowej. Biskupstwo jest sufraganią archidiecezji Hankou.

## Historia
12 grudnia 1923 papież Pius XI brewe Quo christiani erygował prefekturę apostolską Wuchang. Dotychczas wierni z tych terenów należeli do wikariatu apostolskiego Wschodniego Hubei (obecnie archidiecezja Hankou). Misje w nowej prefekturze papież powierzył amerykańskim franciszkanom. 31 maja 1930 podniesiono ją do rangi wikariatu apostolskiego.
Podczas II wojny światowej Japończycy umieścili biskupa Wuchangu Casimira Remberta Kowalskiego OFM w areszcie domowym.
W wyniku reorganizacji chińskich struktur kościelnych dokonanych przez Piusa XII 11 kwietnia 1946 wikariat apostolski Wuchang został podniesiony do rangi diecezji.
Z 1950 pochodzą ostatnie pełne, oficjalne kościelne statystyki. Diecezja Wuchang liczyła wtedy:
- 11 274 wiernych (0,5% społeczeństwa)
- 25 kapłanów (6 diecezjalnych i 19 zakonnych)
- 23 sióstr i 4 braci zakonnych.

Od zwycięstwa komunistów w chińskiej wojnie domowej w 1949 diecezja, podobnie jak cały prześladowany Kościół katolicki w Chinach, nie może normalnie działać. Bp Casimir Rembert Kowalski OFM został aresztowany już w grudniu 1948. Jego sytuację pogarszał fakt posiadania przez niego amerykańskiego obywatelstwa. Komunistyczny reżim oskarżył go o spowodowanie śmierci 16 000 dzieci. Ostatecznie w 1951 został wydalony z komunistycznych Chin.
W 1958 Patriotyczne Stowarzyszenie Katolików Chińskich mianowało swoim ordynariuszem w Wuchangu ks. Marka Yuana Wenhua OFM. Obok Bernardina Donga Guangqinga z archidiecezji Hankou był on pierwszym chińskim kapłanem, który przyjął sakrę biskupią bez zgody papieża, czym zaciągnął na siebie ekskomunikę latae sententiae. Posłuszeństwo wobec komunistów nie uchroniło go przed śmiercią w czasie rewolucji kulturalnej. PSKCh nigdy nie mianowało jego następcy.
W 2000 Patriotyczne Stowarzyszenie Katolików Chińskich połączyło diecezję Wuchang z archidiecezją Hankou i diecezją Hanyang tworząc diecezję Wuhan. Zostało to dokonane bez mandatu Stolicy Świętej, więc z kościelnego punktu widzenia działania te były nielegalne i nieważne.
Brak jest informacji o jakimkolwiek biskupie z Kościoła podziemnego.

## Ordynariusze
obaj legalni hierarchowie byli Amerykanami

### Prefekt apostolski
- Sylvester Joseph Espelage OFM (1925 – 1930)

### Wikariusze apostolscy
- Sylvester Joseph Espelage OFM (1930 – 1940)
- Casimir Rembert Kowalski OFM (1941 – 1946)

### Biskupi
- Casimir Rembert Kowalski OFM (1946 – 1970) de facto aresztowany w 1948 i wydalony z kraju w 1951, nie miał po tym czasie realnej władzy w diecezji
- sede vacante (być może urząd sprawował biskup(i) Kościoła podziemnego) (1970 – nadal)

### Antybiskup
Ordynariusz mianowany przez Patriotyczne Stowarzyszenie Katolików Chińskich nieposiadający mandatu papieskiego:
- Mark Yuan Wenhua OFM (1958 – 1973)